# Bill Graham
Bill Graham (Berlino, 8 gennaio 1931 – Vallejo, 25 ottobre 1991) è stato un impresario tedesco, organizzatore di concerti rock dagli anni sessanta fino alla morte.

## Biografia
Nato come Wolodia Grajonca, a Berlino, prese presto il soprannome di Wolfgang ("Wulf") dalla sua famiglia. Graham era il figlio minore di una famiglia ebrea di ceto medio-basso, che era emigrata dalla Russia prima dell'avvento del nazismo. Il padre di Bill morì due giorni dopo la nascita del figlio. Graham aveva cinque sorelle: Rita, Evelyn, Sonja, Ester e Tolla (Tanya). La madre di Bill portò i figli in un orfanotrofio a Berlino, a causa della crescente difficoltà di sopravvivenza per gli ebrei nella Germania nazista. Questa si rivelò una fortuna, poiché l'orfanotrofio li mandò in Francia per uno scambio pre-olocausto con gli orfani di fede cristiana. Molti bambini, tra cui la sorella dello stesso Graham Tolla, non sopravvissero al viaggio.
In Francia Graham fu ospitato presso degli orfanotrofi (Chateau de Quincy, e quindi Chateau de Chaumont). Dopo l'occupazione tedesca, fu parte di un gruppo di rifugiati cui fu concesso l'espatrio nel settembre 1941 con destinazione gli Stati Uniti a bordo della nave portoghese "Serpa Pinto".
Le sorelle più grandi rimasero con la madre. La madre di Graham venne uccisa ad Auschwitz. Ester sopravvisse allo sterminio di Auschwitz. Più tardi si trasferì negli Stati Uniti. Sua sorella Rita fuggì, prima a Shanghai e poi (dopo la guerra) negli USA, lavorando come ballerina.
Una volta negli USA, Graham trovò alloggio in una casa famiglia nel Bronx di New York. Dopo essere stato schernito e insultato come un nazista, a causa del suo accento tedesco, Graham cambiò il suo nome ("Graham" si trovava già nella rubrica telefonica, ed era il più vicino al suo vero cognome "Grajonca". Secondo Graham, sia "Bill" sia "Graham" sono privi di significato) e lavorò per perfezionare il suo accento inglese. Si laureò alla DeWitt Clinton High School.
Graham venne arruolato nell'United States Army nel 1951, anche se non era ancora un cittadino americano ufficiale, e partecipò alla guerra in Corea, dove gli venne assegnata sia la stella di bronzo sia il Purple Heart. Al suo ritorno negli USA lavorò come cameriere/maître al resort di Catskill Mountain al nord dello Stato di New York. In seguito la sua esperienza nel poker si ritrovò utile per la sua futura carriera come promoter. Tito Puente, che suonava in questo resort, continuava a registrare dicendo che Graham era avido di imparare lo spagnolo da lui.

### Carriera

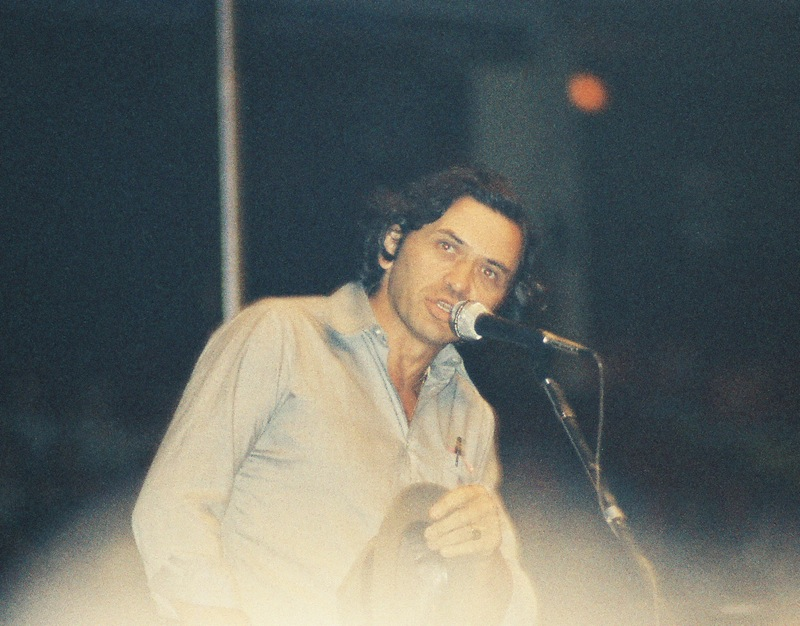
Bill Graham nel 1974

Graham si spostò da New York a San Francisco nel 1960 per vivere più vicino a sua sorella Rita. Venne invitato a partecipare ad un concerto gratuito al Golden Gate Park, dove entrò in contatto con la San Francisco Mime Troup, un gruppo teatrale. Iniziò la sua carriera come manager della compagnia teatrale nel 1965. Dopo l'arresto del leader del gruppo, Ronny Davis, con l'accusa di atti osceni durante una esibizione all'aperto, Graham organizza uno spettacolo di beneficenza per rimediare alle spese legali della compagnia. Lo spettacolo si rivelò un successo, e Graham vide di fronte a sé un'opportunità per il business.
Cominciò così ad organizzare concerti per la Mime Troup, fino a lasciare la stessa compagnia per organizzare spettacoli a tempo pieno. Charles Sullivan fu un imprenditore e uomo d'affari della metà del XX secolo di San Francisco, che possedeva il contratto del Fillmore Auditorium. Graham si avvicinò a Sullivan per far esibire la Mime Troup all'auditorium per il 10 dicembre 1965 usufruendo dei permessi dello stesso Sullivan. Così ottenne il permesso per l'esibizione nel 1966. Charles Sullivan venne trovato assassinato il 2 agosto dello stesso anno, a sud di Market Street a San Francisco. Le cause restano ancora oggi inspiegabili.
Uno dei primi concerti di Graham, promosso in collaborazione con Chet Helms della Family Dog Organization, vide la partecipazione della Paul Butterfield Blues Band. Il concerto fu un così grande successo che Graham vide un'opportunità per lavorare con la band. Il mattino dopo, Graham contattò il manager della band, Albert Grossman, dal quale ha ottenuto i diritti esclusivi per la loro promozione.
Con carismatica personalità Graham organizzò spettacoli che attraessero gli elementi della controcultura del tempo, come Jefferson Airplane, Janis Joplin, Country Joe and The Fish, Lawrence Ferlinghetti, The Committee, The Fugs, Allen Ginsberg e, in particolar modo, The Grateful Dead. Divenne il manager dei Jefferson Airplane tra il 1967 e il 1968. I suoi successi gli permisero di diventare promoter di concerti rock importantissimi. Gestì i famosi locali del Fillmore West, Winterland e il Fillmore East (a New York). Proprio a New York fondò un'agenzia di booking chiamata "The Millard Agency", che aveva lo scopo di organizzare le prenotazioni delle varie band intente ad esibirsi in città. Poiché il Fillmore è stata la sede della sua musica, gli sembrò ovvio chiamare l'agenzia "Millard" (Millard Fillmore è stato infatti il tredicesimo presidente degli Stati Uniti).
Graham promosse anche il leggendario American Tour dei Rolling Stones del 1972, noto come STP Tour. Avrebbe quindi promosso anche l'intero Rolling Stones American Tour 1981 e il Rolling Stones European Tour 1982. Quando gli Stones continuarono ad esibirsi nel 1989 con il tour dell'album Steel Wheels, Mick Jagger prese l'offerta del BCL Group di Michael Cohl. Cohl fece carriera nel 1989 con l'acquisto del concerto, le sponsorizzazioni, il merchandising, la radio, la televisione, film e con i diritti del tour di Steel Wheel degli Stones, che divenne il maggior successo finanziario della storia musicale.
Nel 1970, Graham chiuse i Fillmore su entrambe le coste, con la necessità di ritrovare se stesso. Il film "Fillmore: The Last Days" documenta la chiusura del Fillmore West. Graham si ritirò in un'isola greca ma faticò ad abituarsi a quella quiete dopo anni di frenesia e, più tardi, ammise di essere deluso dal fatto che nessuno sapesse chi fosse.
Tornò a promuovere, in particolare piccoli concerti locali. Affittò poi la Winterland Arena di San Francisco e promosse spettacoli al Cow Palace di Daly City. Il suo primo grande concerto in arena divenne un vantaggio per i servizi di doposcuola di San Francisco, chiamando il concerto SNACK e invitando ospiti del calibro di Bob Dylan, Neil Young e i membri di The Band.
A metà degli anni ottanta, per via del combinato disposto della città di Mountain View con il fondatore della Apple Inc. Steve Wozniak, Graham orchestrò la creazione della Shoreline Amphitheatre, che divenne la sede di prim'ordine dei concerti della Silicon Valley.
Durante la sua carriera, Graham promosse anche concerti per beneficenza. Nel 1980, al crescere della sua agenzia, Graham diede più libertà ai suoi dipendenti per lavorare con le proprie energie per promuovere, appunto, concerti di beneficenza.
Il monopolio affaristico di Bill Graham entrò in contatto con la University of California Regents per il controllo delle aree di svago del campus, impedendo alla ASUC e alle altre organizzazioni studentesche di organizzare i propri concerti rock. Nel 1980, ha collaborato con gli BASS Tickets per aiutare le piccole compagnie della Bay Area.
Per tutta la sua naturale competitività e per la sua fiera posizione, Graham venne riconosciuto come un esperto promoter che si preoccupava molto per i suoi artisti. Infatti, Graham fu il primo a garantire la presenza di medici e dottori ai concerti per eventuali incidenti ed è stato sia un collaboratore e sostenitore della Haight-Ashbury Free Clinic, che ha spesso utilizzato come supporto medico per le manifestazioni.
Come promoter, Graham seguì le giovani carriere di Carlos Santana, Eddie Money e Paul Collin's Beat. Venne anche incaricato di promuovere le carriere di altri gruppi dal 1965 al 1991.
Lo status di Bill Graham come sopravvissuto all'olocausto è entrato in gioco a metà degli anni ottanta, durante la presidenza di Ronald Reagan. Graham, quando venne a conoscenza che il presidente avrebbe apposto una corona al cimitero di Bitburg in Germania, dove sono sepolti gli ufficiali delle SS, organizzò proteste contro l'atto. Durante lo stesso mese in cui Reagan visitò il cimitero, l'ufficio di Graham venne bombardato dai neo-nazisti. Graham, in Francia, durante l'incontro con Bob Geldof per organizzare il primo concerto del Live Aid, venne informato dell'accaduto al telefono. Così rispose alla chiamata: "Qualche ferito?". Dopo che gli venne detto che andava tutto bene, chiese: "È rimasto qualcosa?".
Graham aveva un grande sogno, quello di diventare un cabarettista, professando una grande ammirazione per Edward G. Robinson. Ha contribuito al film di Francis Ford Coppola Apocalypse Now. Nel 1990, il regista Berry Levinson e l'attore Warren Beatty fornirono a Graham l'occasione di assumere un ruolo sostanziale nel film Bugsy. In una scena, Graham si esibisce in una danza latina. Appare anche come promotore nel film di Oliver Stone The Doors del 1991.
Bill Sagan, ex amministratore delegato della EBP, acquistò gli archivi del Bill Graham Presents e raccolse centinaia di milioni di dollari con il merchandise e con le registrazioni audio/video dei concerti di Graham.

### Morte
Graham morì in un incidente in elicottero a Vallejo, California, il 25 ottobre 1991, mentre tornava a casa da un concerto al Cordon Pavillion. Graham partecipò all'evento per promuovere concerti di beneficenza per le vittime della "tempesta di fuoco" di Oakland.
Una volta ottenuto il consenso del pubblico, tornò al suo elicottero che si schiantò poco dopo il decollo, a circa 20 km dal sito del concerto. Volando a bassa quota con la pioggia e il vento, l'elicottero volò direttamente verso una torre dell'alta tensione lungo la California State Route 37, che si snoda tra Vallejo e Marin County.
Morirono nell'impatto anche la fidanzata di Graham, Melissa Gold, ex moglie dell'autore Herbert Gold, e il pilota Steve Khan. Graham si sposò a San Francisco con l'artista Bonnie Lipshitz McLean, madre del loro figlio David. Bonnie progettò i manifesti delle promozioni del marito ed era ragioniere al Fillmore.
Dopo la sua morte, la sua azienda, la Bill Graham Presents, venne acquisita da un gruppo di dipendenti. I figli di Graham rimasero in parte fondamentali nel gruppo. I nuovi proprietari dell'agenzia la vendettero alla SFX Promotions, che a sua volta la vendette alla Clear Channel Entertainment.
Il San Francisco Civic Auditorium, in omaggio a Bill Graham, è stato ribattezzato Bill Graham Civic Auditorium. Il 3 novembre 1991, venne organizzato un concerto gratuito al Golden Gate Park chiamato "Laughter, Love and Music", in onore di Graham, Gold e Kahn. Si stima che circa 300.000 persone abbiano partecipato alla visione degli atti di Graham, tra cui Carlos Santana, Grateful Dead, John Fogerty, Robin Williams, i Journey e la band riunita di Crosby, Stills, Nash & Young.

## Filmografia
- Giardini di pietra (Gardens of Stone), regia di Francis Ford Coppola (1987)
- Bugsy, regia di Warren Beatty (1991)

## Doppiatori italiani
- Sergio Tedesco in Giardini di pietra
- Sandro Sardone in Bugsy